# Ampere (azienda)
Ampere è una compagnia creata e controllata dal Gruppo Renault e dedicata alle auto elettriche e allo sviluppo dei software implementati su di esse; è stata fondata nel 2023 come parte della terza fase del piano di sviluppo denominato "Renaulution".
Originariamente era prevista una IPO sull'azienda, decisione rivista a gennaio 2024. Ampere, nei piani aziendali, dovrebbe sviluppare e fornire auto elettriche, inizialmente per Renault ma non solo.

## Storia
Fu annunciata l'8 novembre 2022 come parte del piano di ristrutturazione aziendale di Luca de Meo, AD del Gruppo Renault, per trasformare l'azienda in quella che lui definì "una compagnia automobilistica di nuova generazione".
I piani iniziali prevedevano che la compagnia si posizionasse alla Borsa di Parigi entro la seconda metà del 2023, Tuttavia il 29 gennaio 2024 questi piani sono stati cancellato per via delle "attuali condizioni del mercato azionario".
A ottobre 2023 Mitsubishi ha annunciato un investimento di 213 milioni di dollari in Ampere.

## Piattaforme

### AmpR Small
Precedentemente conosciuta come piattaforma CMF-B EV, è applicata alle seguenti auto:
- Renault 5 E-Tech Electric
- Renault 4 E-Tech Electric
- Renault Twingo E-Tech
- Nissan Micra EV

### AmpR Medium
Precedentemente conosciuta come piattaforma CMF-EV, è applicata alle seguenti auto:
- Renault Mégane E-Tech Electric
- Renault Scénic E-Tech Electric
- Nissan Ariya

## Autovetture

### Modelli attuali

#### Crossover/SUV
- Renault Mégane E-Tech Electric (dal 2022)
- Renault 5 E-Tech Electric (dal 2024)

### Modelli futuri

#### Berline/Utilitarie
- Nissan Micra EV (2025), erede elettrica di Nissan Micra
- EV Mitsubishi (2025)[4]

#### Crossover/SUV
- Renault Scénic E-Tech Electric (2024)
- Renault 4 E-Tech Electric (2025)